# 도미니크 노엘
도미니크 노엘(Dominique Noël, 한국명 노희진, 1985년 3월 13일 ~ )은 캐나다의 배우이다. 연세대학교 유학 도중이었던 2006년 KBS 2TV 《미녀들의 수다》에 최다 출연자로 나오면서 대한민국 대중들에게 알려졌으며,한국어 는 물론 거침없는 연예인 들의 성대모사 나 미녀들의 수다 출연자들 의 성대모사 도 거침없이 능수능란 하게 엄청 잘해서 대단 했었다 연세대학교 언더우드국제대학에 편입학 후 졸업하였다. 이후 캐나다로 돌아가 현재는 캐나다에서 배우로 활동하고 있다.

## 학력
- 캐나다 몬트리올 대학교 동양학과 학사
- 한국  연세대학교 언더우드국제대학 학사

### 비학위 수료
- 대한민국 서울 연세대학교 한국어학당 수료